# Wojciech Kass
Wojciech Kass (ur. 1 września 1964 w Gdyni) – polski poeta i eseista.

## Życiorys
Absolwent filologii polskiej na Uniwersytecie Gdańskim.
Od 1997 jest związany z Muzeum Konstantego Ildefonsa Gałczyńskiego w Praniu (od 2000 jest jego dyrektorem). Jest członkiem Stowarzyszenia Pisarzy Polskich oraz PEN Clubu. Był stypendystą Ministerstwa Kultury (2002, 2008). Wchodzi w skład redakcji dwumiesięcznika literackiego Topos. Sekretarz Orfeusza – Nagrody Poetyckiej im. K.I. Gałczyńskiego. Przewodniczący jury Konkursu Poetyckiego im. Rodziny Wiłkomirskich, a także juror innych ogólnopolskich konkursów poetyckich, między innymi: im. Rainera Marii Rilkego, im. Michała Kajki, „Struna Orficka” im. Wojciecha Bąka, im. Rafała Wojaczka, im. Haliny Poświatowskiej.
Jego wiersze tłumaczone były na język angielski, bułgarski, chorwacki, czeski, francuski, hiszpański, litewski, niemiecki, rosyjski, serbski, słoweński i włoski.
Żonaty z Jagienką Kass. Ma dwóch synów.

## Publikacje

### Książki poetyckie
- Do światła (Agencja Fotograficzno-Wydawnicza WIT, Olsztyn 1999)[2]
- Jeleń Thorwaldsena (Twój Styl, Warszawa 2000)[3]
- Prószenie i pranie (Wydawnictwo Iskry, Warszawa 2002)[4]
- Przepływ cieni (Wydawnictwo Iskry, Warszawa 2003)[5]
- 10 Gedichte aus Masurenland (Versager Verlag, Berlin 2004)[6] – polsko-niemiecki wybór wierszy
- Gwiazda Głóg (Wydawnictwo Iskry, Warszawa 2005)[7]
- Pieśń miłości, pieśń doświadczenia (Galeria Autorska, Bydgoszcz 2006)[8] – z Krzysztofem Kuczkowskim
- Wiry i sny (Towarzystwo Przyjaciół Sopotu, Sopot 2008)[9]
- 41 (Wydawnictwo Iskry, Warszawa 2010)[10]
- Czterdzieści jeden. Wiersze. Glosy (Towarzystwo Przyjaciół Sopotu, Sopot 2012)[11]
- Ba! (Towarzystwo Przyjaciół Sopotu, Sopot 2014)[12]
- Przestwór. Godziny (Towarzystwo Przyjaciół Sopotu, Sopot 2015)[13]
- Pocałuj światło. 89 wierszy (Wydawnictwo Iskry, Warszawa 2016)[14] – wybór wierszy
- Ufność. Trzy poematy (Wydawnictwo Iskry, Warszawa 2018)[15]
- Objawy (Towarzystwo Przyjaciół Sopotu, Sopot 2019)[16]
- Metaf. 20 wierszy o położeniu (Wydawnictwo Austeria, Kraków 2020)[17]
- Kamyk metafizyczny. Wiersze i poematy z lat 1996-2021 (Państwowy Instytut Wydawniczy, Warszawa 2021)[18] – wybór wierszy
- Otwarte na klucz (Wydawnictwo Iskry, Warszawa 2023)[19]
- Medytacje na 31 dni (Wydawnictwo Austeria, Kraków 2024)[20]
- Solfeż (Wydawnictwo Iskry, Warszawa 2025)[21]

### Książki krytyczno-literackie
- Zderzenia. Rzecz o Mironie Białoszewskim, Czesławie Miłoszu, Klausie Kinskim, Zbigniewie Cybulskim, Ryszardzie Milczewskim-Bruno, Andrzeju Dudzińskim, Agnieszce Osieckiej i innych (Wydawnictwo Pionier, Sopot 1995)[22]
- Aj, moi dawni umarli (Sopockie Towarzystwo Kulturalne, Sopot 1996)[23]
- Pęknięte struny pełni. Wokół Konstantego Ildefonsa Gałczyńskiego (Agencja Fotograficzno-Wydawnicza WIT, Olsztyn 2004)[24]
- Światło jaśnie gość (Wydział Filologiczny Uniwersytetu w Białymstoku, Białystok 2018)[25]
- Z ducha Orfeusza. Studia o polskiej poezji 2012-2016 (Wydawnictwo Prymat, Białystok 2018)[26] – z Jarosławem Ławskim

### Książki eseistyczne
- Tak. Trzy eseje o poezji (Atelier Słowa, Gdynia 2018)[27]
- Ręka pisząca (Wydawnictwo Austeria, Kraków 2021)[28]
- Listy do (nie)poznanego poety (Wydawnictwo Austeria, Kraków 2025)[29]

### Notesy
- Pranie. Książka do pisania (Wydawnictwo Austeria, Kraków 2019)[30] – z Jagienką Kass
- Konstanty Ildefons Gałczyński. Książka do pisania (Wydawnictwo Austeria, Kraków, 2020)[31] – z Jagienką Kass
- Notes Wojciech Kass (Wydawnictwo Austeria, Kraków 2024)[32]

### Opracowania zbiorowe
- Mazury. Słownik stronniczy, ilustrowany (Moja Biblioteka Mazurska, Dąbrówno & Wydawnictwo Baobab, Warszawa 2008)[33] – pod redakcją Waldemara Mierzwy

### Muzyczne interpretacje wierszy Wojciecha Kassa
- 2021: Stanisława Celińska, album Domofon, utwór Trzy[34]
- 2020: Teatr Polskiego Radia, słuchowisko Ba! w reżyserii Michała Zdunika na podstawie poematu Wojciecha Kassa w wykonaniu Łukasza Borkowskiego[35]
- 2017: Jarosław Chojnacki, album Horyzont zdarzeń, utwór Pieśń grobu[36]
- 2015: Mirosław Czyżykiewicz, album Odchodzę wracam, utwór Kassowy numer[37]
- 2014: Krzysztof Napiórkowski, album Ziemie obiecane, utwór Centrum łóżka[38]
- 2013: Mirosław Czyżykiewicz, album Ma chérie, utwór Impresja prańska[39]
- 2012: Krzysztof Napiórkowski, album Drugi oddech, utwór Miejsce zabawy[40]
- 2011: Joanna Kondrat, album Samosie, utwór Jezioro[41]
- 2007: Grzegorz Turnau, album Kruchy świat, kruche szkło, utwór Pranie[42]

### Rozmowy z Wojciechem Kassem
- „Wiersz – miejsce osobne i wspólne (rozmowa o Ciosach Juliana Kornhausera)” – Przemysław Dakowicz i Wojciech Kass w: Było nie minęło. Antologia tekstów poświęconych twórczości Juliana Kornhausera (pod redakcją Adriana Glenia, Wydawnictwo Uniwersytetu Opolskiego, Opole 2011)[43]
- „Dlaczego umierają słowa” w: Słowa i światy (Janina Koźbiel, Wydawnictwo JanKa, Pruszków 2012)[44]
- „Dawniejsi poeci” w: Rozmówki polsko-polskie. Wywiady radiowe (Ewa Zdrojkowska, Radio Olsztyn 2014)[45]
- „Prawdą języka jest szelest duszy” w: Rozmowy z piórami – część druga (Beata Patrycja Klary, Wydawnictwo Adam Marszałek, Toruń 2014)[46]
- „Błędny ogień oślepiający korektora – wokół wiersza Juliana Kornhausera Błąd krążą Przemysław Dakowicz, Wojciech Kass, Krzysztof Kuczkowski” w: Rzeczy do nazwania. Wokół Kornhausera (pod redakcją Adriana Glenia i Jakuba Kornhausera, WBPiCAK, Poznań 2016)[47]
- „Promienność Prania” – z Wojciechem Kassem rozmawia Jan Jastrzębski w: kwartalnik Borussia (60/2017)[48]

### Wybrane szkice na temat twórczości Wojciecha Kassa
- Ewa Głębicka, Leksykon. Grupy Literackie w Polsce 1945-89 (Wiedza Powszechna, Warszawa 2000)[49]
- Zbigniew Chojnowski, Zmartwychwstał kraj mowy. Literatura Warmii i Mazur lat dziewięćdziesiątych (Wydawnictwo Uniwersytetu Warmińsko-Mazurskiego, Olsztyn 2002)[50]
- Artur Nowaczewski, Trzy miasta, trzy pokolenia (Wydawnictwo Oskar, Gdańsk 2006)[51]
- Silvano De Fanti, La Lezione Dei veccchi maestri. Saggi Sulla letteratura polacca 2001-2007 (Forum, Udine 2007)[52]
- Przemysław Dakowicz, Helikon i okolice. Notatki o poezji współczesnej (Towarzystwo Przyjaciół Sopotu, Sopot 2008)[53]
- Józef Golec, Sopocki album biograficzny (Offsetdruk i Media, Cieszyn 2008)[54]
- Adrian Gleń, Istnienie i literatura (notatki hermeneuty) (Towarzystwo Przyjaciół Toposu, Sopot 2010)[55]
- Polscy pisarze i badacze literatury przełomu XX i XXI wieku. Słownik biobibliograficzny – Tom I (opracował zespół pod redakcją Alicji Szałagan, Instytut Badań Literackich PAN, Warszawa 2011)[56]
- Adriana Szymańska, Księga objawień i inne lektury: szkice literackie (Wydawnictwo Łośgraf, Warszawa 2012)[57]
- Wojciech Kudyba, Wiersze wobec innego (Towarzystwo Przyjaciół Sopotu, Sopot 2012)[58]
- Sławomir Matusz, Licznik Geigera. 20 najważniejszych współczesnych wierszy polskich w interpretacjach (Wydawnictwo Fundacji im. Jana Kochanowskiego, Sosnowiec 2013)[59]
- Artur Nowaczewski, Konfesja i tradycja: szkice o poezji polskiej po 1989 roku (Towarzystwo Przyjaciół Sopotu, Sopot 2013)[60]
- Adrian Gleń, Czułość. Szkice i eseje o literaturze najnowszej (Towarzystwo Przyjaciół Sopotu, Sopot 2015)[61]
- Zbigniew Chojnowski, Prószenie i pranie Wojciecha Kassa, s. 336-340, w: Kanon prywatny. Książki poetyckie 1981-2015 (Wydawnictwo Uniwersytetu Warmińsko-Mazurskiego, Olsztyn 2016)[62]
- Janusz Drzewucki, Środek ciężkości. Szkice o współczesnej liryce polskiej (Instytut Mikołowski, Mikołów 2016)[63]
- Adrian Gleń, Krytyka i metafizyka. Studia i szkice o najnowszych zjawiskach i tekstach literackich (Towarzystwo Przyjaciół Sopotu, Sopot 2017)[64]
- Przemysław Dakowicz, Lustra tradycji. Studia i szkice interpretacyjne (Wydawnictwo Uniwersytetu Łódzkiego, Łódź 2018)[65]
- Karol Alichnowicz, Nieosiągalne? Realizm – wyobraźnia – pamięć (przechadzki krytycznoliterackie) (Towarzystwo Przyjaciół Sopotu, Sopot 2020)[66]
- Janusz Nowak, Głód nadziei. Eseje i szkice o poezji współczesnej (Towarzystwo Przyjaciół Sopotu, Sopot 2020)[67]
- Adrian Gleń, Światło wiersza. Rzecz o twórczości Wojciecha Kassa (Instytut Literatury, Kraków 2022)[68]

## Wybrane nagrody, nominacje i odznaczenia
- 2000: Nagroda im. Kazimiery Iłłakowiczówny za Do światła i Jeleń Thorwaldsena[69]
- 2001: Odznaka „Zasłużony Działacz Kultury”[70]
- 2004: Nagroda Nowej Okolicy Poetów za dorobek poetycki[71]
- 2005: nominacja do Wawrzynu – Literackiej Nagrody Warmii i Mazur za Pęknięte struny pełni. Wokół Konstantego Ildefonsa Gałczyńskiego[72]
- 2006: nominacja do Wawrzynu – Literackiej Nagrody Warmii i Mazur za Gwiazda Głóg[73]

- 2007: Brązowy Medal „Zasłużony Kulturze Gloria Artis”[74]
- 2008: Brązowy Krzyż Zasługi[75]
- 2009: nominacja do Wawrzynu – Literackiej Nagrody Warmii i Mazur za Wiry i sny[76]
- 2011: Nagroda prezydenta Sopotu w dziedzinie kultury i sztuki „Sopocka Muza”[77]
- 2014: Odznaka Honorowa za Zasługi dla Województwa Warmińsko-Mazurskiego[78]
- 2015: Srebrny Medal „Zasłużony Kulturze Gloria Artis”[79]
- 2016: nominacja do Nagrody Literackiej m.st. Warszawy w kategorii poezja za Przestwór. Godziny[80]